# Myriocladus
Myriocladus là một chi thực vật có hoa trong họ Hòa thảo (Poaceae).

## Loài
Chi Myriocladus gồm các loài: